# Lucía Etxebarria
Lucía Etxebarría (ur. 7 grudnia 1966 w Walencji) – hiszpańska pisarka, poetka, eseistka i scenarzystka. Debiutowała w 1996 roku biografią Courtney Love i Kurta Cobaina, pierwszą powieść Miłość, ciekawość, prozac i wątpliwości wydała w roku 1997. Jest laureatką Premio Nadal, Primavera i Premio Planeta, jej dzieła przełożono na wiele języków.

## Życiorys
Lucia Etxebarria jest pochodzenia baskijskiego, jej ojcem jest José Ignacio Echevarría Gorroño, a matką Lucía Asteinza Stocke. Ma siedmioro rodzeństwa. Urodziła się w Walencji, a obecnie mieszka w Madrycie, gdzie studiowała filologię angielską i dziennikarstwo. Zadebiutowała w 1996 biografią Courtney Love i Kurta Cobaina La historia de Kurt y Courtney: aguanta esto. W 1997 roku wydała swoją pierwszą powieść Miłość, ciekawość, prozak i wątpliwości (Amor, curiosidad, prozac y dudas). Rok później wydała kolejną powieść Beatriz y los cuerpos celestes, za którą otrzymała Premio Nadal. W 1999 roku opublikowała kolejną książkę, inspirowaną zbiorem opowieści Tamy Janowitz Niewolnicy Nowego Jorku. W tym samym roku, we współpracy z Davidem Menkesem i Alfonso Albacete, napisała scenariusz do filmu I love you baby (2001).
W 2000 roku przeniosła się do Szkocji, gdzie uczyła studentów pisania scenariuszy na Uniwersytecie w Aberdeen, uczestniczyła w licznych seminariach i konferencjach. W listopadzie tego samego roku otrzymała na tamtejszej uczelni tytuł doktora honoris causa. W 2001 roku otrzymała nagrodę Primavera Novel Prize przyznawaną corocznie dla pisarzy piszących w języku hiszpańskim, przez Editorial Espasa i El Corte Inglés. W 2001 roku wydała swój pierwszy tom poezji Estación de infierno, po publikacji którego została oskarżona przez magazyn „Interviú” o plagiat utworów Antonio Colinasa.
W 2002 roku wydała razem z Sonią Núñez Puente eseje En brazos de la mujer fetiche będące rezultatem jej pobytu w Szkocji. W tym samym roku wyjechała do Montrealu, gdzie otrzymała pracę na Uniwersytecie McGilla jako pisarz rezydent. W 2004 roku wydała powieść Un milagro en equilibrio, za którą otrzymała Premio Planeta przyznawaną przez wydawnictwo Planeta.

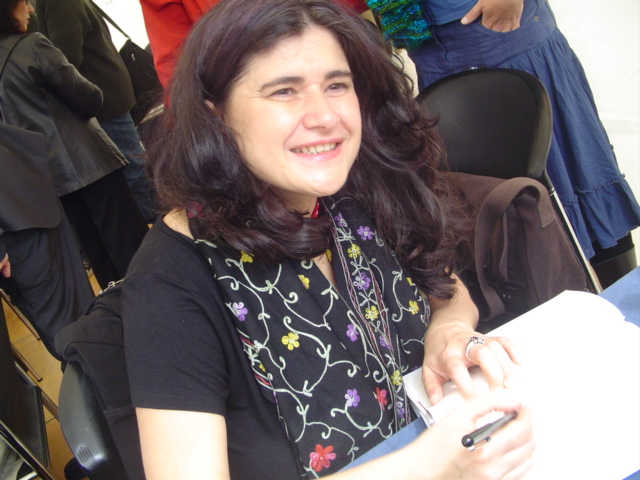
Lucía Etxebarría, 2005

W grudniu 2011 roku Lucia Etxebarria ogłosiła bezterminowe wycofanie się ze świata literackiego jako protest przeciwko piractwu w związku z nieautoryzowanym pobieraniem jej książek za pomocą systemu wymiany plików w internecie. Rok wcześniej ktoś założył fałszywy profil na Twitterze, przywłaszczając sobie jej tożsamość. W związku z tym postanowiła także zawieść swą aktywność na portalach społecznościowych, pomimo licznego grona fanów.
14 lutego 2012 roku wraz z kilkoma współpracownikami uruchomiła magazyn internetowy „AllegraMAG” poświęcony m.in. trendom mody, piękna, kultury itp. Wśród jej współpracowników znalazła się znana aktorka Aída Folch i dramaturg Pedro Villora, a także wielu innych ekspertów w dziedzinie filmu, gotowania, seksu, podróży i mody, którzy są częścią dużego zespołu. Nazwa magazynu nie jest przypadkowa: Allegra to imię córki Lucii. W dniu 16 lipca 2013 roku rozpoczęła swój udział w reality show Campamento de Verano emitowanym na kanale telewizyjnym Telecinco, aby spłacić swoje długi wobec urzędu skarbowego.
Lucía Etxebarrí jest członkiem Mensy – największego i najstarszego stowarzyszenia ludzi o wysokim ilorazie inteligencji, którego członkami jest 2% populacji o najwyższym ilorazie inteligencji.

## Wybrane dzieła

### Proza
- Amor, curiosidad, prozac y dudas (1997), pol. wyd. Miłość, ciekawość, prozac i wątpliwości
- Beatriz y los cuerpos celestes (1998)
- Nosotras que no somos como las demás (1999)
- De todo lo visible y lo invisible (2001)
- Una historia de amor como otra cualquiera (2003)
- Un milagro en equilibrio (2004), pol. wyd. Cud równowagi
- Cosmofobia (2007), pol. wyd. Kosmofobia
- Lo que los hombres no saben – El sexo contado por las mujeres (2009)
- Lo verdadero es un momento de lo falso (2010)
- El contenido del silencio (2011)
- Dios no tiene tiempo libre (2013)
- Cuentos clásicos para chicas modernas (2013)
- Le don empoisonné de la folie (2017)
- Por qué el amor nos duele tanto (2017)

### Poezja
- Estación de infierno (2001)
- Actos de amor y de placer (2004)
- Batirse en vuelo (2017)

### Eseje i publicystyka
- La historia de Kurt y Courtney: aguanta esto (1996)
- La Eva futura. La letra futura (2000)
- En brazos de la mujer fetiche (2002), razem z Sonia Núñez Puente
- Courtney y yo (2004)
- Ya no sufro por amor (2005)
- El club de las malas madres (2009), razem z Goyo Bustos
- Liquidación por derribo. Cómo se gestó la que está cayendo (2013)
- Tu corazón no está bien de la cabeza. Cómo salí de una relación tóxica (2013)
- Más peligroso es no amar (2016)

### Sztuki teatralne
- Flores para Sally (2014)
- Dios no tiene tiempo libre (2014)

### Scenariusze filmowe
- Przetrwać, tyt. org. Sobreviviré (1999), reż. David Menkes i Alfonso Albacete
- Książę Pacyfiku, tyt. org. Le prince du Pacifique (2000), reż. Alain Corneau
- Miłość, ciekawość, prozac i wątpliwości, tyt. org. Amor, curiosidad, prozac y dudas (2001), reż. Miguel Santesmases
- La mujer de mi vida (2001), reż. Antonio del Real
- I Love You Baby (2001), reż. Alfonso Albacete i David Menkes
- Acantilado (2016), reż. Helena Taberna